# Бровченко Володимир Якович
Володи́мир Я́кович Бро́вченко (1 червня 1931, Мала Виска — 19 серпня 2013) — український поет та громадський діяч. Заслужений діяч мистецтв України.

## Життєпис
Народився 1 червня 1931 р. в с. Мала Виска, тепер місто Кіровоградської області. Під час війни брав участь у бойових діях, за що отримав статус учасника війни та нагороджений орденами та медалями.
Після закінчення середньої школи вступив 1955 р. до Одеського технологічного інституту харчової та холодильної промисловості. Саме в студентські часи, 1951 року, у маловисківській районній газеті опубліковано його першого вірша «Хліб».
По закінченні інституту працював інженером-механіком консервного комбінату в Херсоні. Згодом став організатором і першим редактором херсонської обласної молодіжної газети (нині — «Новий день»). У газеті працював до 1961 р. Перша поетична збірка «Шумлять жита» побачила світ в Одесі 1956 року. 3 цією книжкою 1958 року Володимира Бровченка прийняли до Спілки письменників України.
У 1973–1979 рр. — головний редактор журналу «Дніпро», з 1979 по 1991 р. — голова правління Товариства культурних зв'язків з українцями за кордоном. 
Активно працював у громадських організаціях: Українському фонді культури, Українській раді миру, Товаристві «Україна — світ», входячи до складу їх президій.
У 1988 році став одним зі співзасновників Товариства української мови імені Т. Шевченка.
Батько двох синів — Микола Бровченко та Іван Бровченко [Архівовано 10 лютого 2018 у Wayback Machine.]. 

## Творчий доробок
Друкувався з 1953 р.
За 50 років літературної праці В. Я. Бровченком було написано і видано понад 30 книжок: «Зустрічайте сонце» (1959), «Скеля Любові» (1964), «Нерозстріляні зорі» (1966), «Перелоги» (1968), «На крилах вечорів» (1971), «Думна гора» (1975), «Вічний жайвір» (1977), «Зошит з-під каменя» (1980), «Найдорожче» (1981), «Повернення з літа» (1985), роман у віршах «Як Мамай до Канади їздив» (1984), збірник пісень «Вірність» (1980) та ін.
Твори друкувалися в перекладах багатьма мовами народів колишнього СРСР. Три збірки поезій у перекладі російською побачили світ у Москві. Вірші видавалися англійською, німецькою, румунською мовами. 
1991 року фірма «Мелодія» випустила платівку-гігант пісень на вірші В. Бровченка «Згадай мене». У творчій співпраці з відомими композиторами О. Білашем, В. Буєвським, Л. Дичко, О. Левицьким, С. Козаком, братом Павлом Бровченком, К. Мясковим, В. Мовчаном написав низку пісень, які звучать у концертах, на радіо і телебаченні, входять до репертуару знаних співаків, хорових колективів.
У 1993 році спільно з Олександром Білашем створив кантату на пошанування жертв Голодомору - "Надвечірні дзвони".
За збірку поезій «Страсний четвер» у 1994 р. нагороджений міжнародною премією ім. В. Винниченка. Збірку віршів «Презентація з молитвою» відзначено премією імені Павла Тичини (2004 p.)
За вагомий особистий внесок у примноження національних духовних надбань, високий професіоналізм В. Я. Бровченку надано почесне звання «Заслужений діяч мистецтв України», нагороджено орденом «За заслуги» III ступеня
Остання книга Володимира Яковича Бровченка побачила світ у 2005 році. Це спогади поета «Вікнина», що охоплюють період від 30-х років минулого століття до початку XXI.

### Збірки
- «Шумлять жита»
- «Зустрічайте сонце»
- «Скеля Любові»
- «Не розстріляні зорі»
- «Перелоги»
- «На крилах вечорів»
- «Думна гора»
- «Сурми»
- «Вічний жайвір»
- «Погода на завтра»
- «Навперейми літам»
- «Повернення з літа»
- «Вогонь на обрії»
- «Вибране»
- «За тиждень до воскресіння»
- «Страсний четвер»
- «Свічка під вітром»
- «Повернення Богородиці»
- «Презентація з молитвою»
- «Мала Виска. Степова книга»
- Роман у віршах «Як Мамай до Канади їздив»
- Збірник пісень «Вірність», «Материне поле», «Голуби», «Згадай мене».